# Negative FX
Negative FX was een Amerikaanse punkband uit Boston, Massachusetts die in 1981 werd opgericht. Ondanks dat Negative FX maar vijf optredens had gegeven (er bestaan zes flyers) in 1982 en 1983 en maar een album had opgenomen, werd het een belangrijk onderdeel van de hardline straight edge beweging in Boston, die bekendstond om haar radicale oppositie tegen seks zonder liefde, drugs- en alcoholgebruik en gebruik van dierlijke producten.

## Negative FX
Negative FX nam hun gelijknamige album al op in 1982, maar het album kwam pas uit in 1984, nadat de band al uit elkaar was gegaan. De band had eerst enkele nummers opgenomen met een 8 sporencassette en wilde daarna het eigenlijke album opnemen met een 16 sporencassette, maar de opnamesessies met de 16 sporencassette gingen niet door vanwege Jack Kellys knieproblemen. De band ging uiteindelijk uit elkaar en het materiaal van de 8-sporencassette opnamesessies werd uitgegeven door Taang! Records. Op de albumhoes staat een foto van Charles Manson, waarbij de swastika op zijn voorhoofd is vervangen door het logo van Negative FX. Later kwamen nog meerdere heruitgaves uit van verschillende andere platenmaatschappijen.

### Nummers
1. "Feel Like A Man"
2. "Together"
3. "Protestor"
4. "Mind Control"
5. "I Know Better"
6. "Citizens Arrest"
7. "Negative FX"
8. "The Few, The Proud"
9. "Punch In The Face"
10. "Primary Attack"
11. "Hazardous Waste"
12. "Turn Your Back"
13. "Nightstick Justice"
14. "IDNTFS"
15. "Modern Problems"
16. "Nuclear Fear"
17. "VFW"
18. "Repeat"

## Boston Crew
De Boston Crew was een groep aanhangers van straight edge-bands in Boston. Negative FX vormde samen met de bands DYS en SS Decontrol de kern van deze groep. Deze groep hardliners volgde de bands overal en was berucht om zijn gewelddadigheid tegenover niet-straight edgers en rivaliteit met bands uit New York. Bij Negative FX' vijfde en laatste optreden ontstonden rellen in het publiek van 4000 mensen nadat de band halverwege hun optreden moest stoppen. Niet heel lang hierna stopte de band ermee.